# Massingy-lès-Semur
Massingy-lès-Semur este o comună în departamentul Côte-d'Or, Franța. În 2009 avea o populație de 201 de locuitori.

## Evoluția populației
| An        | 1975 | 1982 | 1990 | 1999 | 2006 | 2009 |
| --------- | ---- | ---- | ---- | ---- | ---- | ---- |
| Populație | 88   | 90   | 120  | 168  | 200  | 201  |